# Laurian
Laurian, ou Laurien, est un prénom français.

## Prénom
Laurian est un prénom masculin peu usité dont Lauriane est le féminin. Les Laurian et Lauriane sont fêtés le 10 août, jour de la St-Laurent.

### Variantes
Il existe plusieurs variantes du prénom féminin : Lauriana, Laurianna, Laurianne, Laurie-Anne, Lauryane, Laury-Ann, Laury-Anne, Lauryanne, Loriana, Loriane, Lorianne, Lorianne, Loryane, Loryanne.

### Popularité
Laurian est un prénom peu usité : une centaine seulement sont nés en France durant tout le XXe siècle.

## Saint chrétien
- Laurian († 544), ou Laurien, originaire des bords du Danube, diacre à Milan puis évêque à Séville, martyr par la main des Ariens à Vatan, dans l'Indre ; fêté localement le 4 juillet[2].

## Personnalités portant ce prénom
- Tous les articles commençant par « Laurian »
- Tous les articles commençant par « Laurien »